# Prosopoeme nigripes
Prosopoeme nigripes es una especie de insecto coleóptero de la familia Cerambycidae. Estos longicornios son endémicos de Célebes (Indonesia).
P. nigripes mide unos 15 mm.